# レジーナ・デッラ・スカラ
ベアトリーチェ・レジーナ・デッラ・スカラ（Beatrice Regina della Scala, 1331年 - 1384年6月18日）は、イタリアの貴族女性。ヴェローナの領主家門デッラ・スカラ家の娘で、ミラノの僭主ベルナボ・ヴィスコンティの妻。
ヴェローナ僭主マスティーノ2世とその妻でパドヴァ僭主ジャーコポ1世の娘であるタデア・ダ・カッラーラの間の娘として生まれた。1350年9月27日にベルナボと結婚する。この縁組はミラノとヴェローナ両市の政治的結びつきを築いた。夫妻は間に15人の子女をもうけた。
- タデア（1351年 - 1381年） - 1364年、バイエルン公シュテファン3世と結婚
- ヴェルデ（1352年 - 1414年） - 1365年、オーストリア公レオポルト3世と結婚
- マルコ（1353年 - 1382年） - パルマ領主、1367年にバイエルン公女エリーザベトと結婚
- ルドヴィーコ（1355年 - 1404年） - パルマ領主、ローディ代官、1381年にヴィオランテ・ヴィスコンティと結婚
- ヴァレンティーナ（1357年 - 1393年） - 1378年、キプロス王ピエール2世と結婚
- ロドルフォ（1358年 - 1389年） - パヴィーア領主
- カルロ（1359年 - 1403年） - パルマ領主、1382年にベアトリス・ダルマニャックと結婚
- アントーニア（1360年 - 1405年） - 1380年、ヴュルテンベルク伯エーバーハルト3世と結婚
- カテリーナ（1362年 - 1404年） - 1380年、ミラノ公ジャン・ガレアッツォ・ヴィスコンティと結婚
- アニェーゼ（1363年 - 1391年） - 1380年、マントヴァ領主フランチェスコ1世・ゴンザーガと結婚
- マッダレーナ（1366年 - 1404年） - 1381年、バイエルン公フリードリヒと結婚
- ジャンマスティーノ（1370年 - 1405年） - ベルガモ領主、1385年にクレオーフェ・デッラ・スカラと結婚
- ルチア（1372年 - 1424年） - 1407年、第4代ケント伯爵エドマンド・ホランドと結婚
- エリザベッタ（1374年 - 1432年） - 1395年、バイエルン公エルンストと結婚
- アングレシア（1377年 - 1439年） - 1400年、キプロス王ジャニュと結婚